# Domingo para todos
Domingo para todos fue un programa de Telecorporación Salvadoreña, que se transmitió por Canal 2. El Programa inició su primera etapa el 3 de mayo de 1987, su segunda etapa inició el 2 de julio del 2000, y su tercera etapa comenzaría el 8 de enero del 2017. El programa finalizó el 26 de diciembre de 2021.

## Historia
El programa nace, después que el joven uruguayo-salvadoreño Daniel Rucks, obtiene su oportunidad en Telecorporación Salvadoreña para lanzar un show de concursos, lo que nació como un experimento televisivo se convirtió en todo un parte aguas en la historia de la televisión salvadoreña. El 25 de junio del 2000, Rucks anuncia la finalización del programa, después de 13 años de transmisión ininterrumpida.
El plan inicial era comenzar un nuevo programa que tenía un nombre tentativo “Mochila al hombro”, tendría el mismo formato que Domingo para todos y sería conducido por Máx González, pero una decisión corporativa decide seguir con el mismo nombre para continuar con el legado que por más de una década había comenzado “Domingo para todos”. El 2 de julio del 2000, inicia la nueva etapa del programa de la mano de Máx González, rápidamente con una nueva mecánica, recobra la preferencia de la gente y se convierte en un programa de entretenimiento familiar exitoso, de la televisión salvadoreña.
Tras la captura del "Gordo Max", presentador del programa, el 3 de enero de 2017. En las redes sociales creció el rumor del regreso de Daniel Rucks a dicho programa.
Alejandro Maximiliano González, conocido como "Gordo Max" y tres hombres más fueron señalados por el delito de remuneración por actos sexuales con menores. Finalmente el 8 de enero de 2017 Daniel Rucks regresa a Domingo para todos en lo que sería la tercera etapa del programa.

## La música nacional
De la mano de González, se comienza un nuevo ciclo con el objetivo de convertirse en el programa nacional que brinda todo su apoyo a los artistas nacionales, y lo logra, teniendo domingo a domingo a diferentes grupos y orquestas de los más variados géneros musicales como invitados especiales, de esta manera ayuda a la proyección artística salvadoreña, prueba de ello son los premios pentagrama, que se realizan anualmente.

## Regreso de Daniel Rucks
Tras la captura del “Gordo Max”, presentador del programa Domingo para todos, en las redes sociales creció el rumor del regreso de Daniel Rucks a dicho programa.
Se debatía entre aceptar nuevamente el reto de conducir dicho programa. Al menos eso dio a entender en Twitter.
"Agradezco a todos sus buenos augurios y comentarios! Es una decisión compleja …así que aquí me tienen cantándome “Decidete” al espejo …"
Sin embargo, durante la emisión de “Viva la Mañana”, Rucks anunció su reincorporación al show dominical. Ya en la noche el programa anunció el regreso de Rucks. El reloj marcó las 12:00 en punto del mediodía y en la escena apareció,el reconocido conductor de la televisión salvadoreña y quien por más de 15 años llevó la batuta del programa “Domingo para Todos”.
“Nunca hice planes para regresar a Domingo para Todos porque nunca me fui”, fueron las primeras palabras de Rucks frente al público salvadoreño. El conductor uruguayo-salvadoreño dijo sentirme muy feliz de regresar a dicho programa, en una faceta muy diferente, donde ahora es esposo y padre de tres hijos.
“En esta misma empresa inauguramos hace más de una treintena de años una cortina dorada horrible como toda la escenografía, a un programa al que llamamos, “Domingo para Todos y hoy para mí es muy grato volver a reencontrarme con cada uno de ustedes”.
Rucks cerró su entrada con una de las frases que durante años fue su sello, “¿Cuál es el mejor día de la semana?, "¡Domingo!", mencionó el público. “¿Y para quién es el domingo?”, prosiguió, “Para todos”, aclamaron los asistentes.